# Ida Heijermans

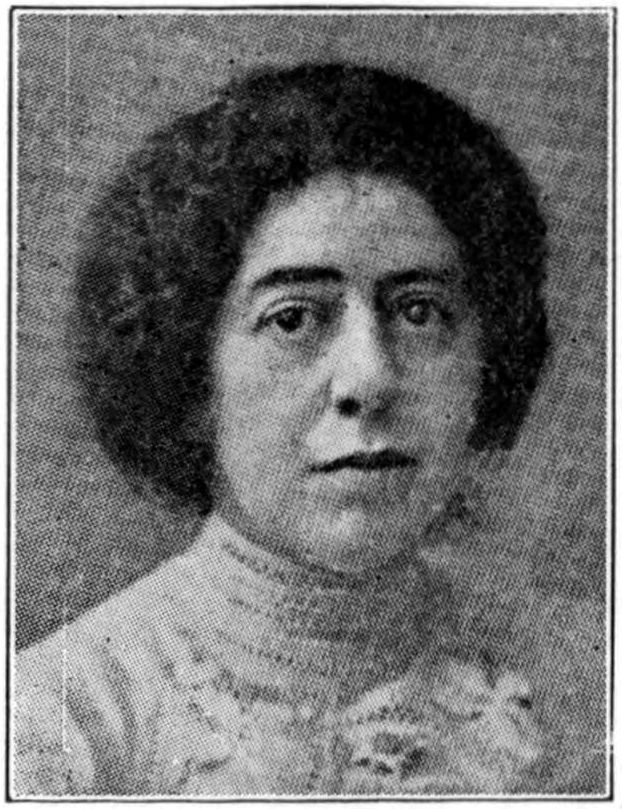
1913

Ida Sarah Heijermans (* 9. Dezember 1866 in Rotterdam; † 8. April 1943 in Amsterdam) war eine niederländische Pädagogin, Fachbuchautorin und Journalistin.

## Familie
Ida Heijermans war das sechste von elf Kindern des Journalisten Herman Heijermans Sr. und der Mathilde geb. Moses Spiers. Die Familie wird als liberal jüdisch und kunstinteressiert beschrieben. Zu ihren Geschwistern gehörten die Malerin Marie de Roode-Heijermans, der Schriftsteller Herman Heijermans und der Sozialmediziner Louis Heijermans.

## Leben
Ida Heijermans blickte später mit gemischten Gefühlen auf ihre Kindheit zurück: Einerseits brachte sie ihre Familie früh mit Fremdsprachen und Literatur in Kontakt, andererseits fühlte sie sich als sechstes von elf Kindern ungeachtet. In der Gesellschaft fühlte sie sich als Jüdin außenstehend. Sie lebte bis zu deren Tod (1906 resp. 1910) bei den Eltern und gründete danach einen Haushalt mit einer ihrer Schwestern.

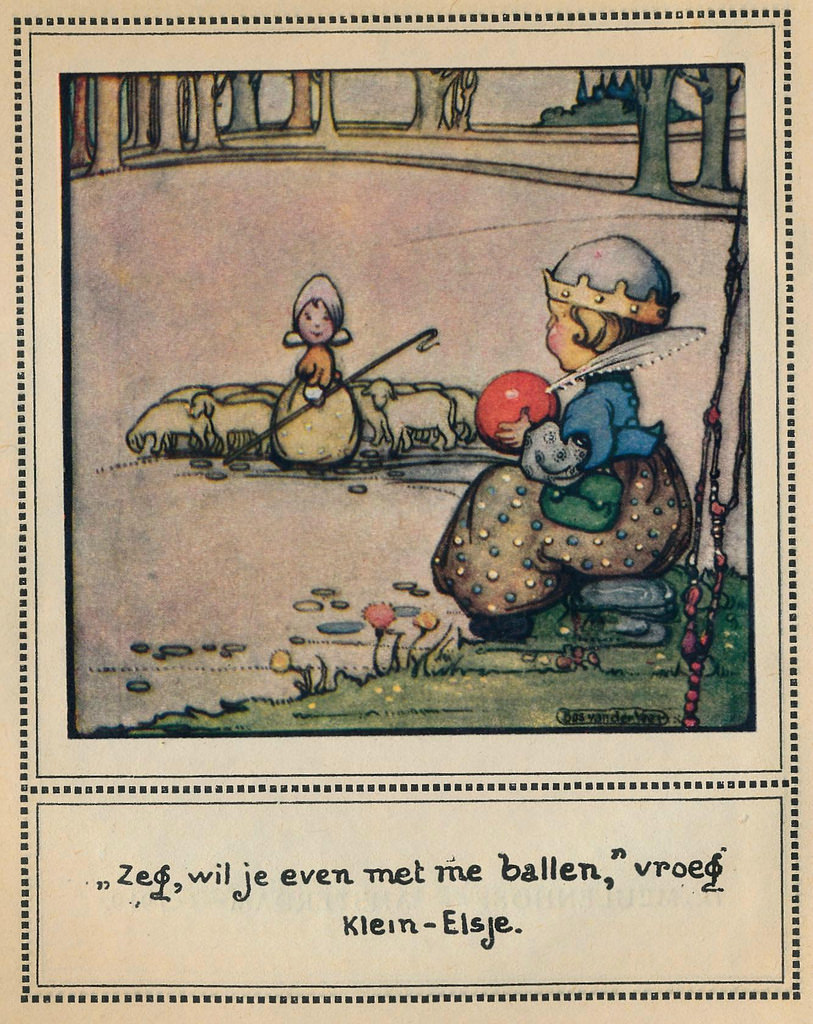
Illustration Bas van der Veers zu Heijermans’ Kinderbuch Uit tantes jeughd

Heijermans erwarb nach ihrem Schulabschluss durch Selbststudium innerhalb eines Jahres die Berechtigung zum Lehramt und wurde 1884 an der Industrieschool voor meisjes in Rotterdam angestellt, mit der sie während der gesamten Karriere verbunden blieb. Sie nutzte ihre Spielräume für pädagogische Veränderungen wie die Einführung des Daltonsystems. Ihr größtes Interesse galt jedoch ihrer schriftstellerischen und journalistischen Tätigkeit, in der sie vor allem pädagogische und erzieherische Themen vermittelte. Ihre Beiträge erschienen in Zeitschriften wie De Gids, De Tijd, Het Kind, De Vrouw, De Proletarische Vrouw und Volksontwikkeling. Bei De Vrouw war sie von 1900 bis 1922 Chefredakteurin. Sie schrieb jedoch auch belletristische Texte, darunter ein Märchenbündel, sowie allgemeine journalistische Beiträge für den Nieuwe Rotterdamsche Courant. Im Laufe des Erwachsenenlebens entwickelte sie sich zu einer selbstbewussten Stimme und fühlte sich als Jüdin gleich unter Gleichen. 1927 wurde Heijermans pensioniert. 1942 wurde sie nach Amsterdam beordert. Dort starb sie 1943 unter ungeklärten Umständen in einem Altersheim.

## Standpunkt
In jungen Jahren stand Heijermans radikalen feministischen Ideen nahe und forderte 1898 die Öffnung sämtlicher Ausbildungen für Mädchen. Später näherte sie sich gemäßigteren feministischen Standpunkten ihrer Zeit an, die wesentliche Unterschiede zwischen Mann und Frau sahen, das Weibliche jedoch geachtet wissen wollten. Zeitweilig gehörte sie der sozialdemokratischen SDAP an, ohne eine besondere Nähe ihrer Arbeit zur Parteilinie zu sehen. Ihr Ausgangspunkt in ihren pädagogischen Texten war zumeist die eigne Unterrichtserfahrung, sie griff jedoch zeitgenössischen Ideen u. a. der Reformpädagogik, Maria Montessoris, Jan Ligtharts und Friedrich Wilhelm Foersters auf. Als Ziel sah sie die optimale Entwicklung des Kindes. Eine wesentliche Rolle hierfür sah sie bei der Mutter, aber auch bei der Schule zur Herausbildung des Sozialverhaltens.

## Belege
1. 1 2 3  HEIJERMANS, Ida Sarah – BWSA. In: socialhistory.org. Abgerufen am 20. Februar 2022.
2. 1 2 3  Herman Heijermans Biografie. In: bibliotheek.nl. Abgerufen am 20. Februar 2022.
3. ↑  Heijermans, Ida Sarah (1866-1943). In: resources.huygens.knaw.nl. Abgerufen am 20. Februar 2022.

| Personendaten    | Personendaten                                               |
| ---------------- | ----------------------------------------------------------- |
| NAME             | Heijermans, Ida                                             |
| ALTERNATIVNAMEN  | Heijermans, Ida Sarah (vollständiger Name)                  |
| KURZBESCHREIBUNG | niederländische Pädagogin, Fachbuchautorin und Journalistin |
| GEBURTSDATUM     | 9. Dezember 1866                                            |
| GEBURTSORT       | Rotterdam                                                   |
| STERBEDATUM      | 8. April 1943                                               |
| STERBEORT        | Amsterdam                                                   |